# Porsche 360 Cisitalia
Porsche 360 Cisitalia – samochód wyścigowy firmy Porsche wprowadzony do produkcji w roku 1949. Nazwa Cisitalia (skrót od Consorzio Industriale Sportive Italia) pochodzi od nazwy firmy która zleciła budowę tego modelu.
Samochód napędzany był przez centralnie umieszczony, mechanicznie doładowany silnik V12 o pojemności 1493 cm³, który generował moc 385 koni mechanicznych. Prędkość maksymalna modelu 360 dochodziła do 300 km/h. Samochód wyposażano w napęd na wszystkie koła.